# 张进先
张进先（1919年—1989年10月17日），男，湖北钟祥人，中华人民共和国政治人物，曾任湖北省人大常委会副主任，湖北省人民政府副省长。

## 生平
1938年12月加入中国共产党。抗日战争时期，历任钟祥大洪山抗日游击队侦察员、应城游击队第四支队侦察组长，鄂豫边区党委宣传部干事，京山石板河交通站站长，鄂中交通总站站长，鄂豫边区行署交通总局副局长、局长，新四军第五师总兵站副站长等职。1945年后，历任中原军区交通大队大队长，中原局《七七日报》发行部主任。1946年中原突围时，任新四军第五师中原突围干部团一连连长。到达陕南后，曾任河南卢氏县委委员兼双槐树区委书记、区长。后随军南下，历任南下部队干部中队副队长，罗田县委委员兼滕家堡区委书记，鄂豫行政公署交通局局长等职。
1949年9月，任全国邮政总工会筹备委员会常委。1949年10月至1956年5月，历任湖北省人民邮政管理局局长、邮电部湖北省邮电管理局局长。1957年3月，任邮电部邮政总局副局长。后历任中共湖北省委交通工作部副部长、省地方铁路建没局局长、省交通厅厅长等职。文化大革命期间受到冲击。1969年恢复工作，历任湖北省革委会工交组副组长、省交通邮政管理局局长、省革委会生产指挥组副组长、省工交办公室副主任、省计划工交战线核心小组副组长、省委常委等职。1978年后，历任省委工交政治部、省工交办公室主任，省革委会副主任兼经济委员会主任。1980年1月至1982年8月，任湖北省副省长。1983年4月至1988年5月，任湖北省第六届人大常委会副主任。1989年10月17日在武昌病逝。